# Henry Brandon
Henry Brandon (ur. 18 września 1535, zm. 14 lipca 1551) – angielski arystokrata, syn Charlesa Brandona, 1. księcia Suffolk i Catherine Willoughby.

## Życiorys
Urodził się 18 września 1535 jako najstarszy syn Charlesa Brandona i jego czwartej żony Catherine Willoughby. Jego ojciec w czerwcu 1533 owdowiał po śmierci Marii Tudor, siostry króla Henryka VIII. Matka Henry’ego była córką damy dworu Katarzyny Aragońskiej. Ślub jego rodziców odbył się niecałe 3 miesiące po tym, jak Charles został wdowcem.
Przyrodni bracia Henry’ego (synowie Marii Tudor) zmarli w dzieciństwie.  
W 1541 roku Henry i jego młodszy brat Charles zostali sportretowani przez Hansa Holbeina młodszego.
Henry jako najstarszy żyjący syn Charlesa Brandona odziedziczył tytuł książęcy po jego śmierci w 1545 roku. On i jego młodszy brat uczyli się w St John’s College na Uniwersytecie Cambridge .  Byli jednymi z najbliższych towarzyszy króla Edwarda VI.
Latem 1551 w Cambridge wybuchła epidemia "angielskich potów". Bracia szybko wyjechali z miasta, jednak już byli chorzy. Henry zmarł 14 lipca 1551, pół godziny później zmarł jego 14-letni brat. Umarli we wsi Buckden, blisko Huntingdon.
Król bardzo przeżył śmierć swoich dwóch przyjaciół. Tytuł księcia Suffolk otrzymał Henry Grey, mąż jego przyrodniej siostry Frances Brandon, których córka Jane na 9 dni w lipcu 1553 została królową Anglii.
Matka Henry’ego przeżyła swoich synów i zmarła dopiero w 1580.